# Инкур
Инкур (на френски: Incourt) е селище в Централна Белгия, окръг Нивел на провинция Валонски Брабант. Населението му е около 5662 души (1 януари 2024).